# Dangote Group
Die Dangote Group ist ein nigerianisches Unternehmen, das in verschiedenen Sektoren aktiv ist, darunter Zement, Lebensmittelverarbeitung, Verpackung, Energie, Hafenbetrieb, Immobilien, Telekommunikation, Dünger und Petrochemie. Es wurde 1981 von Aliko Dangote gegründet und ist das größte Industriekonglomerat in Westafrika und eines der größten auf dem afrikanischen Kontinent.  Die Gruppe beschäftigt mehr als 30.000 Mitarbeiter und erwirtschaftete 2017 einen Umsatz von mehr als 4 Milliarden US-Dollar. Der Hauptsitz des Unternehmens befindet sich in Lagos.
Während die Dangote Group ein Privatunternehmen ist, ist das Tochterunternehmen Dangote Cement börsennotiert und wird an der Nigerian Stock Exchange gehandelt.

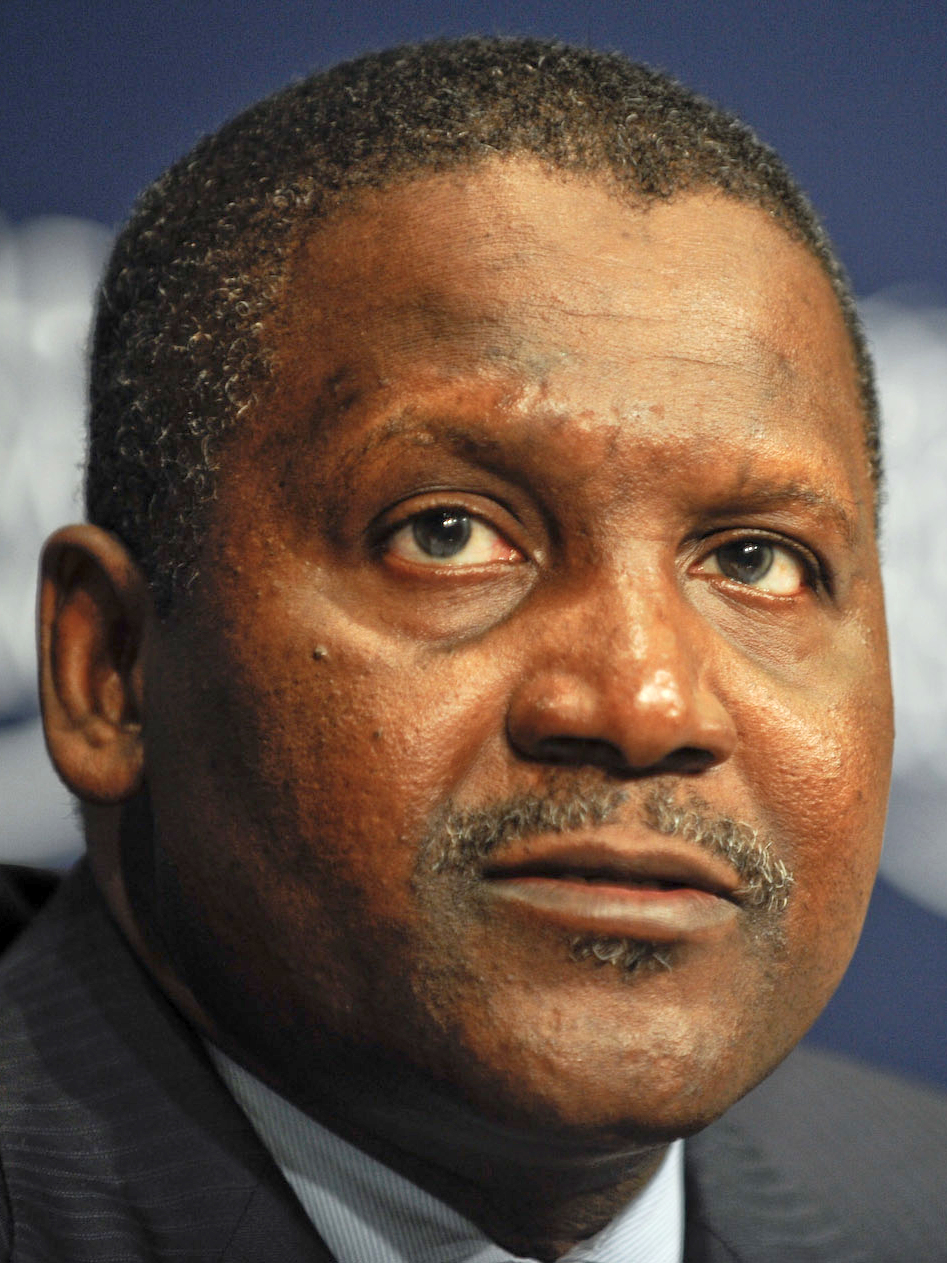
Aliko Dangote, der Gründer von Dangote Group

## Geschichte
Der Ursprung des Unternehmens geht zurück auf die 1970er Jahre, als Aliko Dangote ein Handelsunternehmen aufbaute, nachdem er sich 3.000 US-Dollar von einem Onkel geliehen hatte. Dieses importierte Zucker, Zement, Reis, Fisch und andere Konsumgüter für den Vertrieb auf dem nigerianischen Markt. Die Gruppe begann in den 1990er Jahren selbst mit der Herstellung industrieller Güter, angefangen mit Textilien und expandierte später bis Ende des Jahrzehnts in Mehlproduktion, Salzverarbeitung und Zuckerraffination. Das Unternehmen expandierte ab 2000  in die Zementproduktion, wuchs schnell und ging in weitere afrikanische Länder.
Die Gruppe hat sich auch im Bereich der Petrochemie etabliert und eine 3-Millionen-Tonnen-Düngemittelanlage, eine Erdölraffinerie zur Raffination von 650.000 Barrel Öl und einen petrochemischen Betrieb errichtet. Die Dangote-Raffinerie wird voraussichtlich Anfang der 2020er Jahre ihren Betrieb aufnehmen und mit voller Kapazität die größte Raffinerie in Afrika sein.